# Taxithelium pseudo-acuminulatum
Taxithelium pseudo-acuminulatum là một loài rêu trong họ Sematophyllaceae. Loài này được (Müll. Hal.) Paris mô tả khoa học đầu tiên năm 1897.